# Norman F. Ramsey

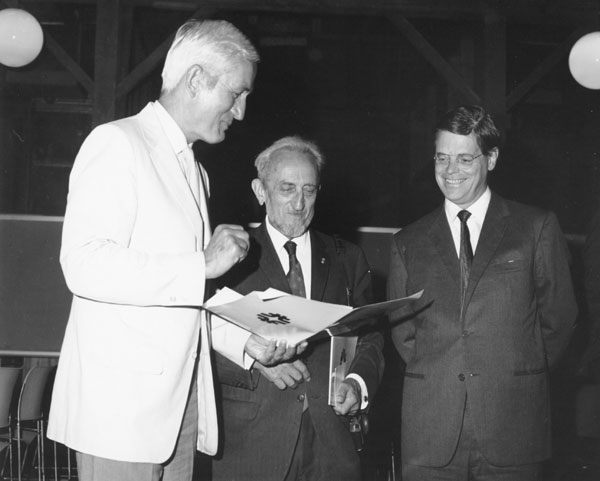
Norman Ramsey (vänster), Francis Perrin (mitten) och Robert R. Wilson (höger), 1970.

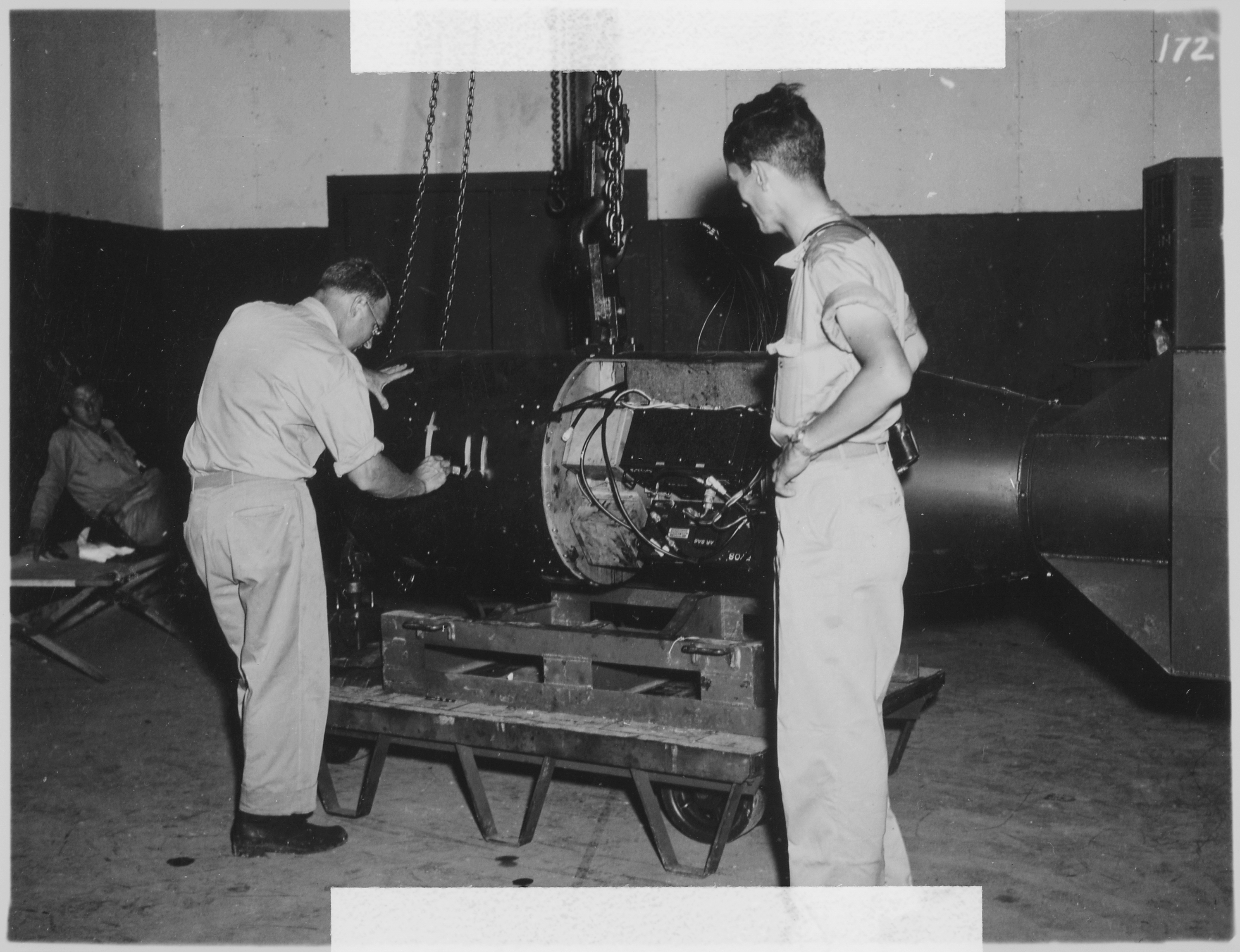
Norman Foster Ramsey (höger) med atombomben Little Boy, 1945.

Norman Foster Ramsey, Jr., född 27 augusti 1915 i Washington, D.C., död 4 november 2011 i Wayland, Massachusetts, var en amerikansk nobelpristagare i fysik år 1989.
Han tilldelades priset med motiveringen "för uppfinningen av metoden med separerade oscillerande fält och dess användning i vätemasern och andra atomklockor".
Han tilldelades halva prissumman. Andra halvan delades av amerikanen Hans G. Dehmelt och tysken Wolfgang Paul.
Ramsey studerade fysik vid Columbia University i New York. Han fick sin doktorsexamen där 1940.
Han tog också en doktorsexamen vid University of Cambridge 1954. Från 1947 har han undervisat vid Harvard University och är sedan 1966 Higgins professor i fysik där.
1949 utformade Ramsey en metod att studera atomer genom att utsätta dem för två separerade oscillerande elektromagnetiska fält. De interferensmönster som då uppträdde gav möjlighet att med avsevärt ökad precision studera atomernas egenskaper. En sidoeffekt av metoden var att atomernas svängningar i de elektromagnetiska fälten kunde användas till att mäta tid med oerhörd precision. Denna teknik har utnyttjats vid konstruktion av cesiumatomur.
På 1950-talet deltog Ramsey i utvecklingen av vätemasern, en mikrovågsstrålande släkting till lasern.